# Saint-Georges-d'Annebecq

Saint-Georges-d'Annebecq este o comună în departamentul Orne, Franța. În 1 ianuarie 2022 avea o populație de 167 de locuitori.